# Stazione di Kuhombutsu
La stazione di Kuhombutsu (九品仏駅?, Kuhombutsu-eki) è una stazione ferroviaria di Tokyo che si trova a Setagaya ed è servita dalla linea ● Ōimachi della Tōkyū Corporation.

## Linee
Tōkyū Corporation
● Linea Tōkyū Ōimachi

## Struttura
La stazione è costituita da due binari su viadotto passanti con un marciapiede a isola centrale.
| 2 | ● Linea Ōimachi | per Futako-Tamagawa e Mizonokuchi            |
| 3 | ● Linea Ōimachi | per Jiyūgaoka, Ōokayama, Hatanodai e Ōimachi |

## Stazioni adiacenti
| «                    | Servizio            | »                   |
| Linea Tōkyū Ōimachi  | Linea Tōkyū Ōimachi | Linea Tōkyū Ōimachi |
| -------------------- | ------------------- | ------------------- |
| Oyamadai             | Locale (A/B)        | Jiyūgaoka           |
| L'espresso non ferma |                     |                     |